# Соловей (лэ)

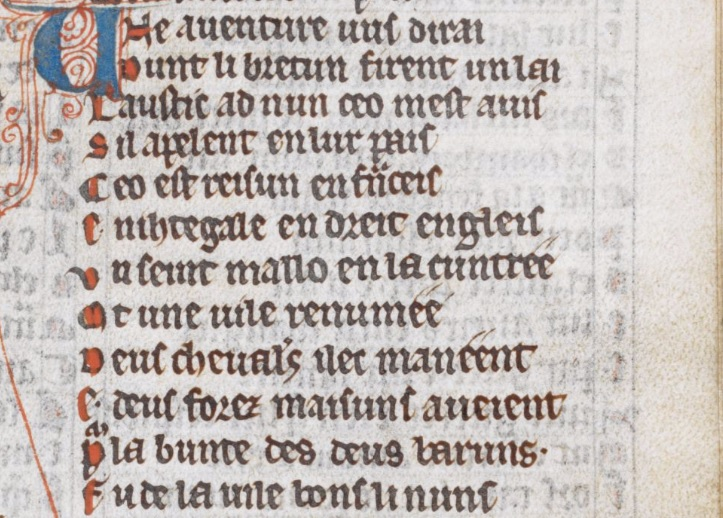
Первые 12 строк лэ (по рукописи XIII века в Британской библиотеке)

Соловей (старофранц. Laüstic) — одно из лэ Марии Французской. Название происходит от бретонского слова, означающего «соловей». Состоит из 160 стихов.

## Сюжет
Жена, пребывающая под ревнивым надзором мужа, любит соседа-холостяка. Она видится с ним лишь через окно, весенними ночами, под тем предлогом, что слушает пение соловья. Муж раскрывает обман и велит поймать и убить птицу. Горе и разлука. Дама посылает навеки утраченному другу труп соловья, завернув его в шелковый саван, на котором она выткала золотыми буквами свою «авантюру» (то, что произошло). «С тех пор он всегда носил его с собой» — заканчивается лэ.